# 斎藤修一郎

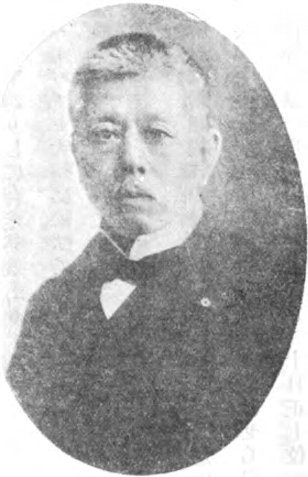
斎藤修一郎

斎藤 修一郎（さいとう しゅういちろう、1855年 8月24日（安政2年7月12日）- 1910年（明治43年）5月6日）は、日本の外交官、農商務官僚、実業家。農商務次官。号・半狂学人、談笑門人。「斉藤」と表記する場合がある。

## 経歴
越前国南条郡武生で、福井藩越前府中領主本多家家臣・眼科医、斎藤策順の息子として生まれる。沼津兵学校付属小学校、大学南校で学ぶ。1873年、大学南校が開成学校と改称して、1875年に卒業し、同年7月、文部省第一回海外留学生として渡米し、1878年6月、ボストン大学法科を卒業した。
1880年9月に帰国し、同年11月、外務省権少書記官に任じられ公信局勤務となる。以後、外務卿付書記、外務少書記官、外務大臣秘書官、外務権大書記官、翻訳局長、外相秘書官兼総務局政務課長などを歴任し、井上馨の信頼を得た。1886年10月、公使館参事官としてヨーロッパに派遣された。井上馨が農商務大臣に就任すると、1888年10月に帰国し農商務大臣秘書官に就任。以後、農商務省商務局長、兼工務局長、商工局長、兼農務局長、農商務次官などを歴任。1894年1月、米穀取引所設置問題で後藤象二郎農商務相が辞任したことに伴い依願免本官となり退官した。
その後、中外商業新報社長、東京米穀取引所理事長を務めた。

## 栄典・授章・授賞
位階
- 1884年（明治17年）9月30日 - 正六位[7]
- 1886年（明治19年）7月8日 - 従五位[8]
- 1890年（明治23年）7月11日 - 従四位[9]

勲章等
| 受章年                     | 略綬 | 勲章名                   | 備考 |
| -------------------------- | ---- | ------------------------ | ---- |
| 1889年（明治22年）11月29日 |      | 大日本帝国憲法発布記念章 |      |
| 1897年（明治30年）5月28日  |      | 勲三等旭日中綬章         |      |

外国勲章佩用允許
| 受章年                    | 国籍       | 略綬 | 勲章名                           | 備考 |
| ------------------------- | ---------- | ---- | -------------------------------- | ---- |
| 1885年（明治18年）5月7日  | ロシア帝国 |      | 神聖アンナ第三等勲章             |      |
| 1885年（明治18年）5月30日 | ハワイ王国 |      | 王冠勲章ナイトグランドオフィシル |      |